# Benken (Füssen)
Benken ist ein Dorf und Gemeindeteil der Stadt Füssen im schwäbischen Landkreis Ostallgäu in Bayern. Es liegt etwa vier Kilometer westlich von Füssen und ist über die Staatsstraße 2521 zu erreichen.
Der Ortsname bedeutet „bei den Bänken“ und bezieht sich auf die Geländeform direkt bei und westlich von Benken.
Am 1. Mai 1978 wurde Benken als Gemeindeteil der bis dahin selbstständigen Gemeinde Weißensee in die Stadt Füssen eingegliedert.